# Estación de Cabezón de Pisuerga
Cabezón de Pisuerga es una estación ferroviaria situada en el municipio español de Cabezón de Pisuerga, en la provincia de Valladolid, comunidad autónoma de Castilla y León. Cuenta con servicios de Media Distancia operados por Renfe. Las instalaciones cumplen también funciones logísticas.

## Situación ferroviaria
La estación se encuentra en el punto kilométrico 261,126 de la línea férrea de ancho convencional  que une Madrid con Hendaya a 701,41 metros de altitud, entre las estaciones de Valladolid-Universidad y Corcos-Aguilarejo. El tramo es de vía doble y está electrificado.

## Historia
La estación fue inaugurada el 1 de agosto de 1860 con la puesta en marcha del tramo Valladolid – Venta de Baños de la línea radial Madrid-Hendaya. Su explotación inicial quedó a cargo de la Compañía de los Caminos de Hierro del Norte de España quien mantuvo su titularidad hasta que en 1941 fue nacionalizada e integrada en la recién creada RENFE.
Desde el 31 de diciembre de 2004 Renfe Operadora explota la línea mientras que Adif es la titular de las instalaciones ferroviarias.

## La estación
El clásico edificio de Norte ha dado paso a una construcción mucho más sencilla y funcional que las últimas remodelaciones han pintado de colores vivos. A diferencia de otras estaciones de la zona posee tres andenes, uno lateral y dos centrales al que acceden cinco vías. Los cambios de andén se realizan a nivel. 

## Servicios ferroviarios

### Media Distancia
En Cabezón de Pisuerga Renfe presta servicios de Media Distancia gracias sus trenes Regional, Regional Exprés y Proximidad en los trayectos:
- Palencia - Valladolid - Medina del Campo
- Valladolid - Santander
- Valladolid - Gijón

| Línea MD | Servicio        | Origen/Destino          | Paradas intermedias | Destino/Origen          |
| -------- | --------------- | ----------------------- | --- | ----------------------- |
| 14       | Proximidad      | Palencia                | Venta de Baños · Dueñas · Cubillas de Santa Marta · Corcos-Aguilarejo · Cabezón de Pisuerga · Valladolid-Universidad · Valladolid-Campo Grande · Viana de Cega · Valdestillas · Matapozuelos · Pozaldez | Medina del Campo        |
| 14       | Proximidad      | Palencia                | Venta de Baños · Dueñas · Cubillas de Santa Marta · Corcos-Aguilarejo · Cabezón de Pisuerga · Valladolid-Universidad | Valladolid-Campo Grande |
| 17       | Regional Exprés | Ponferrada              | San Miguel de las Dueñas · Bembibre · La Granja · Brañuelas · Porqueros · Vega-Magaz · Astorga · Nistal · Barrientos · Veguellina · Villavante · Quintana-Raneros · León · Palanquinos · El Burgo Ranero · Sahagún · Grajal · Villada · Paredes de Nava · Becerril · Grijota · Palencia · Venta de Baños · Dueñas · Cabezón de Pisuerga · Valladolid-Universidad                                                                                             | Valladolid-Campo Grande |
| 20       | Regional Exprés | Valladolid-Campo Grande | Valladolid-Universidad · Cabezón de Pisuerga · Corcos-Aguilarejo · Cubillas de Santa Marta · Dueñas · Venta de Baños · Palencia · Monzón de Campos · El Carrión · Amusco · Piña · Frómista · Osorno · Espinosa de Villagonzalo · Herrera de Pisuerga · Alar del Rey · Mave · Aguilar de Campoo · Quintanilla de las Torres · Mataporquera · Reinosa · Bárcena · Los Corrales de Buelna · Torrelavega · Renedo · Maliaño · Valdecilla                         | Santander               |
| 20       | Regional Exprés | Valladolid-Campo Grande | Valladolid-Universidad · Cabezón de Pisuerga · Corcos-Aguilarejo · Cubillas de Santa Marta · Dueñas · Venta de Baños · Palencia · El Carrión · Piña · Frómista · Osorno · Espinosa de Villagonzalo · Herrera de Pisuerga · Alar del Rey · Aguilar de Campoo · Mataporquera · Reinosa · Bárcena · Los Corrales de Buelna · Torrelavega · Renedo · Maliaño · Valdecilla                                                                                        | Santander               |
| 24       | Regional        | Valladolid-Campo Grande | Valladolid-Universidad · Cabezón de Pisuerga · Corcos-Aguilarejo · Cubillas de Santa Marta · Dueñas · Venta de Baños · Palencia · Grijota · Becerril · Paredes de Nava · Villada · Grajal · Sahagún · El Burgo Ranero · Palanquinos · León · La Robla · La Pola de Gordón · Santa Lucía · Villamanín · Busdongo · Linares-Congostinas · Puente de los Fierros · Campomanes · Pola de Lena · Ujo · Mieres-Puente · Llamaquique · Oviedo · Calzada de Asturias | Gijón                   |